# Tín thác bí mật trong luật pháp Anh quốc

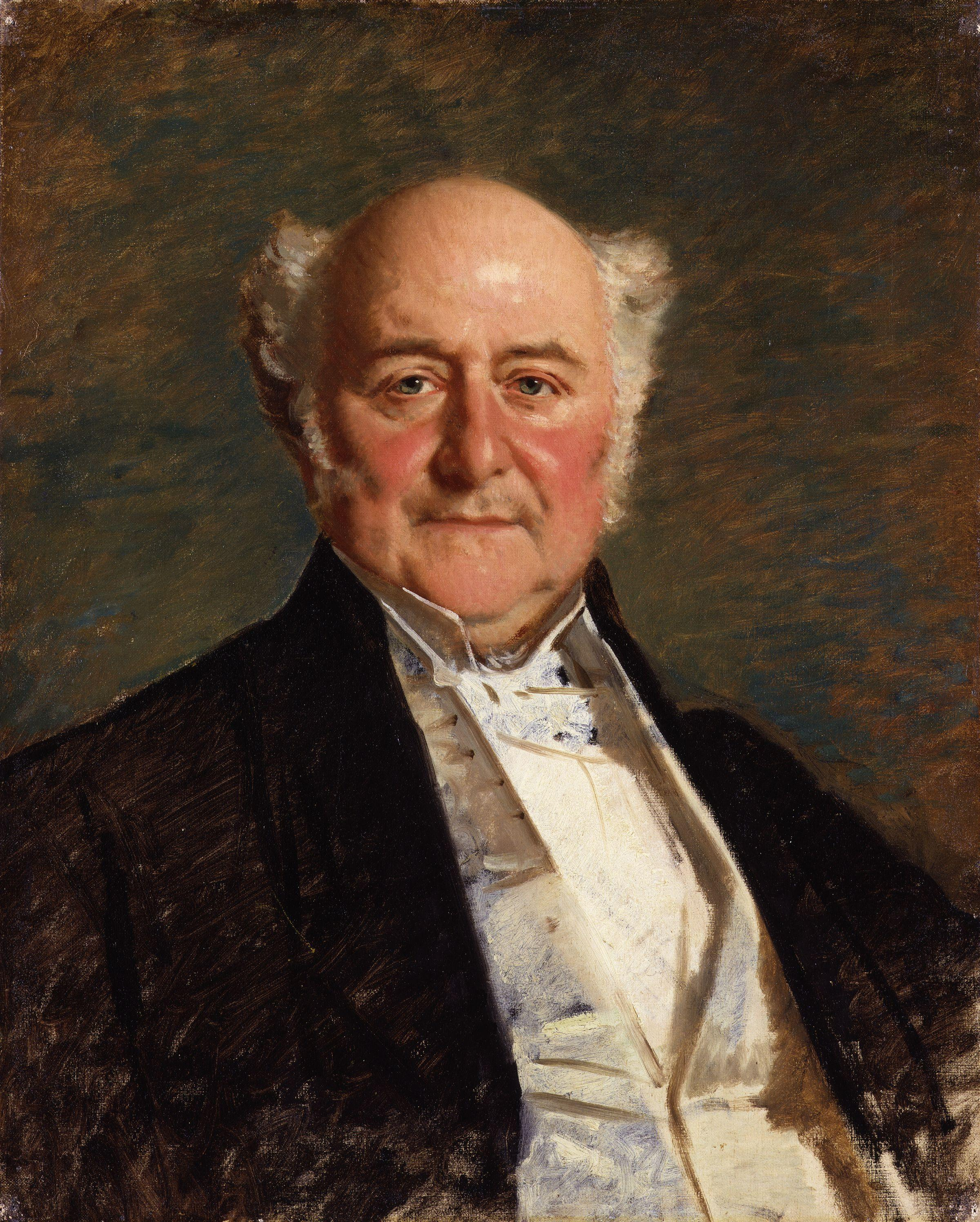
Lord Westbury người có đóng góp quan trọng trong chế định tín thác bí mật trong pháp luật Anh

Tín thác bí mật trong luật pháp Anh là một loại của tín thác (ủy thác - Trust) được định nghĩa là một sự sắp xếp không chính thức giữa một người lập di chúc và người được ủy thác, được thực hiện để có hiệu lực sau khi chết, nhằm mục đích đem lại lợi ích một người mà không cần phải được viết trong di chúc. Thông thường, tài sản sẽ được trao cho người được ủy thác trong di chúc, và sau đó người này được dự kiến sẽ trao nó trên thực tế cho người được thụ hưởng. Có hai loại tín thác bí mật - hoàn toàn bí mật và nửa bí mật - với các quy tắc khác nhau cho mỗi loại. Tín thác hoàn toàn bí mật là loại tín thác hoàn toàn không được đề cập đến trong di chúc. Để những tín thác này được  hợp lệ, người tìm cách thực thi tín thác phải chứng minh rằng người lập di chúc có ý định tạo thành một tín thác, rằng ý định này đã được thông báo cho người được ủy thác, và người được ủy thác đã chấp nhận văn phòng của ông. Quy định tương tự được yêu cầu cho một tín thác nửa bí mật, là loại tín thác có được đề cập đến trong di chúc của người lập di chúc, nhưng không phải của các điều khoản của tín thác.
Bởi vì tín thác bí mật không được tìm thấy trong di chúc, về mặt kỹ thuật chúng trái với Luật Di chúc 1837, và không hợp lệ. Mặc dù vậy, tòa án đã chọn để giữ nguyên chúng là hợp lệ. Giải trình khác nhau đã được đưa ra cho việc này, giải thích truyền thống cho rằng nếu tòa án không chấp nhận tín thác bí mật, người được ủy thác tài sản trong di chúc sẽ có thể giữ nó, bằng cách cam kết gian lận. Một quan điểm hiện đại hơn là tín thác bí mật tồn tại hoàn toàn bên ngoài di chúc, và do đó không cần phải thực hiện theo với nó. Cuộc tranh luận này có tầm quan trọng khi phân loại tín thác, nếu lý thuyết truyền thống là chính xác, tín thác bí mật được tạo ra bởi các tòa án, và do đó là tín thác tạo dựng. Nếu quan điểm hiện đại hơn là chính xác, các tín thác tồn tại không có sự cho phép của tòa án, và là tín thác bày tỏ.

## Định nghĩa
Tín thác bí mật là một sự sắp xếp không chính thức giữa người lập di chúc và người nhận ủy thác cho người hưởng lợi mà không cần phải chỉ rõ người đó trong di chúc. Về cơ bản, người được ủy thác được trao một cái gì đó trong di chúc mà người này được mong đợi là sẽ trao nó cho người thụ hưởng "thực sự". Điều thú vị là, những tín thác này là không hợp pháp theo luật. Mục 9 của Luật Di chúc 1837 cho rằng di chúc  chỉ có giá trị khi: 
 (a) bằng văn bản và có chữ ký của người lập di chúc, hoặc bằng một số người khác trong sự hiện diện của mình và hướng dẫn của mình, và 
(b) nó cho thấy rằng người lập di chúc bằng chữ ký của mình dự định làm cho di chúc có hiệu lực, và 
(c) chữ ký được thực hiện hoặc được thừa nhận bởi người lập di chúc với sự hiện diện của hai hay nhiều nhân chứng có mặt tại cùng một thời gian, và 
 (d) mỗi người làm chứng - (i) là minh chứng và ký vào di chúc; - (ii) xác nhận chữ ký của mình, trong sự hiện diện của người lập di chúc (nhưng không nhất thiết trong sự hiện diện của bất kỳ nhân chứng nào khác).
Như vậy, các tín thác đó không thể thực thi bởi vì chúng không hợp pháp. Vốn chủ sở hữu đã được sẵn sàng để chấp nhận tính hợp lệ của thông luật để ngăn chặn người được ủy thác gian lận và giữ tài sản. Các biện minh cho sự chấp nhận này được tranh luận. Các tòa án công nhận hai hình thức tín thác bí mật, với các quy tắc riêng của chúng. Tín thác hoàn toàn bí mật là các tín thác không được đề cập ở tất cả các điều trong di chúc, với các thoả thuận ở nơi khác. Tín thác nửa bí mật là tín thác được đề cập tại một số điều trong di chúc, sự tồn tại của nó được tiết lộ, nhưng không phải là các điều kiện Alastair Hudson, Giáo sư Sở hữu và Luật pháp tại Nữ hoàng Mary, Đại học Luân Đôn, cho thấy tiềm năng cho một lớp thứ ba của sự tín thác bí mật. Đó là nơi mà người sắp chết không được khuyến khích để làm một để tài sản của mình đi tiếp theo của thân nhân, thỏa thuận rằng tiếp theo của thân nhân có hiệu lực cho mong muốn của mình thông qua một tín thác bí mật. Nếu có trường hợp này, tiếp theo của thân nhân có nghĩa vụ giữ tài sản trên tín thác và thực hiện các mong muốn của người sắp chết.

Tín thác bí mật ban đầu được hình thành để ngăn chặn gian lận được kích hoạt bởi quy chế hoặc quy định của thông luật, phù hợp với châm ngôn công bằng rằng "công bằng sẽ không cho phép một đạo luật được sử dụng như một chiếc áo choàng cho gian lận". Trong "McCormic v Grogan", Lord Westbury đã biện minh cho các tín thác bí mật, nói: 
từ một thời gian rất sớm, tòa án đã quyết định rằng ngay cả một đạo luật của Quốc hội không được sử dụng như một công cụ như gian lận, và quyền sở hữu sẽ trói chặt vào các cá nhân nhận được một tiêu đề theo Đạo Luật đó, và áp đặt cho anh ta một nghĩa vụ cá nhân, bởi vì anh ta áp dụng Đạo luật như một công cụ cho việc hoàn thành một gian lận. Bằng cách này, tòa án quyền sở hữu đã xử lý với Điều lệ gian lận, và theo cách này, cũng được, nó đề với Điều lệ của Di chúc.

## Tín thác hoàn toàn bí mật
Tín thác hoàn toàn bí mật đang lúng túng vì thiếu kiến thức, nó trở nên khó khăn để chứng minh sự gian lận. Trong "Ottaway v Norman", Brightman J đặt ra các kiểm tra để chứng minh sự tồn tại của một tín thác bí mật. Đó là: 
Nó sẽ được thuận tiện để gọi cho người mà tin tưởng một là áp đặt của 'bên được tặng cho thứ nhất', và người thụ hưởng theo tín thác của 'bên được tặng cho thứ hai'. Các yếu tố cần thiết phải được chứng minh để tồn tại là: (i) mục đích của người lập di chúc đến chủ đề bên được tặng cho chính nghĩa vụ ủng hộ của các bên được tặng cho thứ cấp, (ii) thông tin liên lạc về ý định đó cho bên được tặng cho chính và (iii) chấp nhận rằng nghĩa vụ của bên được tặng cho chính một cách rõ ràng hoặc bằng cách phục tùng. Nó là phi vật chất cho dù những yếu tố này trước thành công hay ý muốn của nhà tài trợ.

Do đó, để một tín thác hoàn toàn bí mật được hợp lệ, nó phải được chứng minh rằng đã có một ý định được thông báo cho người được ủy thác và người được ủy thác đã chấp nhận nghĩa vụ của mình. Ý định là một trong ba chắc chắn, và áp dụng đối với tín thác hoàn toàn bí mật trong cùng một cách như đối với các tín thác rõ ràng khác. Có những quy tắc bổ sung chỉ áp dụng đối với tín thác bí mật; trong "Re Snowden", nó đã được quyết định rằng tất cả người chết nhằm mục đích là để áp đặt một nghĩa vụ đạo đức cho người được ủy thác, sẽ không đủ để tạo ra một tín thác bí mật.
Yêu cầu thứ hai là cả tín thác bí mật và các điều khoản của nó được truyền đạt đến người được ủy thác. Điều này có thể được thực hiện tại bất kỳ thời điểm nào trước khi chết, mà không có nó, tín thác bí mật là vô hiệu. Chính xác những gì phải được thông báo phụ thuộc vào bản chất của tài sản và tín thác; chẳng hạn, nếu có nhiều người được hưởng lợi thì điều này sẽ cần phải được truyền đạt. Trong "Re Boyes", Kay J đi đến kết luận rằng giao tiếp đòi hỏi phải cho phép người được ủy thác cơ hội để từ chối văn phòng của ông, như vậy, nó có thể không được thực hiện sau cái chết của  Cuối cùng, cơ quan của người quản lý phải được chấp nhận ủy thác. Hai cách này có thể được thực hiện đã được đặt ra bởi gỗ VC trong "Wallgrave v Tebbs", khi ông nói: Bản mẫu:Trích dẫn nội dung bài viết này
Chấp nhận, do đó, có thể được truyền đạt một trong hai cách, hoặc bằng cách ủy thác trực tiếp ghi rõ sự chấp nhận của mình, hoặc bằng cách ngụ ý thông qua không giảm.

## Tín thác nửa bí mật
Các yêu cầu cho một tín thác nửa bí mật có giá trị tương tự như đối với tín thác hoàn toàn bí mật, và đã được đặt ra trong "Blackwell v Blackwell", một người lập di chúc cho năm người được ủy thác các phần tài sản, bằng cách hướng dẫn họ (trong di chúc) giữ cho tài sản này như họ đã được yêu cầu. Trước cái chết của người lập di chúc, tất cả những người được ủy thác đã được biết phải làm gì với tài sản  Lord Sumner cho biết rằng: 
Các yếu tố cần thiết [để tạo ra một tín thác nửa bí mật, câu hỏi biến, là ý định, thông tin liên lạc và phục tùng. Người lập di chúc có ý định món quà tuyệt đối của mình được sử dụng khi ông và không khi bên được tặng cho mong muốn, ông nói với các bên được tặng cho đề xuất về ý định này và, bằng cách thể hiện lời hứa hoặc bởi sự hứa hẹn ngầm, đó là hài lòng bằng cách phục tùng, các bên được tặng cho đề xuất khuyến khích ông Để thừa kế tiền trên niềm tin rằng ý định của ông sẽ được thực hiện.

Truyền thông phải là khi hoặc trước khi thực hiện di chúc; Sumner còn được tổ chức tại "Blackwell" rằng "[a] người lập di chúc không thể dự trữ cho mình một sức mạnh làm cho các khuynh hướng trong tương lai không có người làm chứng bằng cách chỉ đơn thuần là đặt tên một người được ủy thác và để lại các mục đích của tín thác để được cung cấp sau đó ". Điều này là bởi vì đối với người được ủy thác để có thể đồng ý với tín thác, anh ta phải biết các điều khoản đầy đủ. Chấp nhận tín thác nửa bí mật một lần nữa tương tự như tín thác hoàn toàn bí mật, nó có thể được truyền đạt một cách trực tiếp, hoặc mặc nhiên.

## Thực hành
Có rất nhiều các quy tắc thực tế sử dụng các tín thác này, mở rộng tín thác hoàn toàn bí mật và nửa bí mật. Nếu người lập di chúc thay đổi các điều khoản của ủy thác hoặc tài sản của tín thác, ông phải thông báo cho người định ủy thác, nếu không, như trong "Re Colin Cooper", người được ủy thác sẽ được phép giữ tài sản mới được thêm vào. Trường hợp người được ủy thác là đồng chủ sở hữu của tài sản, thông báo cho họ về điều khoản sửa đổi của tín thác trở nên phức tạp. Nếu họ nắm giữ tài sản như những người đồng sở hữu, chỉ những người đồng sở hữu đã được thông báo của tín thác đang bị ràng buộc theo nó. Trong trường hợp nắm giữ tài sản như những người chung sở hữu, chúng được tất cả các ràng buộc bởi tín thác nếu ngay cả khi một người chung sở hữu chấp nhận nó trước khi chết của người lập di chúc. Khi họ nắm giữ tài sản như là người chung sở hữu và một số chấp nhận nó, nhưng chỉ sau cái chết của người lập di chúc, thì chỉ những người chấp nhận nó bị ràng buộc. Khu vực này được gọi là "khá phi lô-gic".
Các vấn đề bằng chứng còn tồn tại. Bởi vì tín thác bí mật là bí mật định nghĩa, họ rất khó để chứng minh tại tòa án. Quy tắc bằng chứng lời hứa danh dự chỉ ra rằng khi có bằng chứng văn bản, lời khai bằng miệng không thể được trình ra trước tòa nếu nó mâu thuẫn với bằng chứng đó. Vì tín thác bí mật là bằng chứng miệng và thường tồn tại bên ngoài di chúc (bằng chứng văn bản) nên gây ra các vấn đề. Trong "Re Keen", vấn đề đã đưa ra, và Tòa án cấp phúc thẩm đã quyết định rằng quy tắc bằng chứng lời hứa danh dự được mở rộng cho các tín thác bí mật, và các tín thác như vậy không thể được thi hành nếu chúng mâu thuẫn với các tài liệu văn bản. Tổng quát hơn, vấn đề là việc chứng minh rằng người lập di chúc đã có ý định tạo ra một tín thác. Như trong "McCormic v Grogan", tiêu chuẩn là cao; người đang cố gắng để thực thi tín thác phải trình bày "một cách rõ ràng và sáng sủa  nhất" là tín thác có tồn tại.

## Giải thích và phân loại
Bởi vì tín thác bí mật (do bản chất của chúng) không được đề cập trong di chúc, về mặt kỹ thuật là trái Luật Di chúc 1837. Có những giả thuyết khác nhau về việc làm thế nào để biện minh cho tín thác bí mật, và liệu để phân loại chúng như là tín thác rõ ràng hoặc tín thác tạo dựng. Một trong những biện minh truyền thống cho rằng đây là một cơ chế để ngăn chặn gian lận theo luật. Dưới sự biện minh này, tín thác bí mật sẽ là tín thác tạo dựng, lý do chúng không phải tuân theo Luật Di chúc 1837 là bởi vì chúng được tạo ra bởi các tòa án Đây là một yếu tố khó khăn để biện minh cho  tín thác nửa bí mật, bởi vì kể từ khi di chúc đề cập đến tín thác, gian lận là không thể một cách trực tiếp Ngoài ra, Alastair Hudson cho rằng lập luận này có thiếu sót đáng kể. Nó cho thấy rằng trách nhiệm đối với tài sản đến từ gian lận; trong thực tế, trách nhiệm pháp lý đã đến ngay khi người được ủy thác chấp nhận tài sản được nắm giữ trên tín thác, và do đó lý thuyết gian lận là không cần thiết để ràng buộc tay của người được ủy thác
Một lập luận hiện đại hơn cho rằng tín thác bí mật là độc lập và hoạt động bên ngoài di chúc. Tín thác được tạo ra bởi người ủy thác và người nhận ủy thác khi người ủy thác còn sống, và chỉ đơn giản là không được thành lập cho đến khi ông ta chết, nó không phải tuân theo Luật Di chúc, bởi vì nó không được tạo ra bởi một di chúc. Quan điểm này được thể hiện bởi Megarry VC trongRe Snowden, nơi ông nói: "Toàn bộ cơ sở của tín thác bí mật... là chúng hoạt động bên ngoài di chúc thay đổi không có gì được viết bằng nó, và cho phép nó hoạt động theo kỳ hạn của nó, nhưng sau đó buộc một tín thác vào tài sản trong tay của người nhận ". Điều này đã cho thấy tín thác bí mật không phải là tín thác tạo dựng mà là tín thác rõ ràng. Một quan điểm thứ ba là các tín thác hoàn toàn bí mật và nửa bí mật cần được "chia" và được phân tích theo cách khác nhau. Tín thác hoàn toàn bí mật là các tín thác tạo dựng, bởi vì chúng tồn tại để ngăn chặn gian lận. Tín thác nửa bí mật thì không, vì việc đề cập đến chúng trong di chúc làm cho chúng không bị gian lận, chúng là những tín thác rõ ràng.

## Thư viện
- Edwards, Richard (2007). Trusts and Equity. Nigel Stockwell (ấn bản thứ 8). Pearson Longman. ISBN 9781405846844.
- Hudson, Alastair (2009). Equity and Trusts (ấn bản thứ 6). Routledge-Cavendish. ISBN 041549771X.